# Daniele Suzuki
Daniele Suzuki (Rio de Janeiro, 21 september 1977) is een Braziliaanse actrice.

## Biografie
Op haar 15de begon ze met modellenwerk, maar naar eigen zeggen kreeg ze vanwege haar Japanse uiterlijk weinig kans in de modellenwereld, waardoor ze overstapte naar acteren.